# Origny-le-Roux
Origny-le-Roux è un comune francese di 298 abitanti situato nel dipartimento dell'Orne nella regione della Normandia.

## Società

### Evoluzione demografica
Abitanti censiti